# Boldklubben 1913
Il Boldklubben 1913 (conosciuto anche con l'abbreviazione B1913), è una società calcistica con sede a Odense, in Danimarca. Fondata nel 1913 come dice anche il suo nome, attualmente gioca nella Fynsserien, campionato regionale, ma vanta 1 coppa nazionale in bacheca.
Assieme al Boldklubben 1909 ed al Dalum IF ha compiuto una fusione nella stagione 2006-2007 (in quella stagione tutte le tre squadre partecipavano alla 2nd Division West, girone occidentale della terza divisione), formando la nuova squadra del FC Fyn.
La fusione è stata sciolta ad inizio 2013.

## Palmarès

### Competizioni nazionali
- Coppa di Danimarca: 1

1963
- 1. Division: 3

1959, 1967, 1988
- 2. Division: 1

1999-2000

### Altri piazzamenti
- Campionato danese:

Secondo posto: 1962, 1963
Terzo posto: 1961

## B 1913 nelle Coppe europee
| Stagione | Torneo             | Turno       | Nazione                   | Club                | Andata | Ritorno | Totale |
| -------- | ------------------ | ----------- | ------------------------- | ------------------- | ------ | ------- | ------ |
| 1961-62  | Coppa dei Campioni | Primo Turno | Lussemburgo (bandiera)    | CA Spora Luxembourg | 6-0    | 9-2     | 15-2   |
|          |                    | Ottavi      | Spagna (bandiera)         | Real Madrid         | 0-3    | 0-9     | 0-12   |
| 1963-64  | Coppa delle Coppe  | Primo Turno | Francia (bandiera)        | Olympique Lyonnais  | 1-3    | 1-3     | 2-6    |
| 1964-65  | Coppa delle Fiere  | Primo Turno | Germania Ovest (bandiera) | VfB Stuttgart       | 1-3    | 0-1     | 1-4    |
| 1969-70  | Coppa delle Fiere  | Primo Turno | Spagna (bandiera)         | FC Barcelona        | 0-4    | 0-2     | 0-6    |